# The Velvet Mafia
Pour plus de détails, voir Fiche technique et Distribution.
The Velvet Mafia est un film pornographique gay en deux parties, réalisé par les studios Falcon, en 2006. Il a reçu plusieurs prix en 2007 (un GayVN Awards et 4 Grabby Awards).

## Synopsis
Deux familles de la mafia gay s'opposent. Les Avalon de San Francisco ont pour atout Fox Ryder, une nouvelle star du porno. Les Starr à West Hollywood veulent enlever l'acteur afin qu'il travaille pour eux. Une bataille entre les deux familles s'ensuit pour s'emparer du jeune homme.

## Fiche technique
- Titre : The Velvet Mafia
- Réalisateur : Chris Steele
- Producteur : Falcon Studios
- Année : 2006, directement en vidéo
- Durée : 120 + 125 minutes

## Distribution
- Brent Corrigan : Fox Ryder
- Chi Chi LaRue : Warren Starr
  - Trent Atkins : Warren Starr jeune
- Paul Barresi : Mason Avalon
  - Brock Pen : Mason Avalon jeune
- Rod Barry : Leroy Avalon
- Talvin Demachio : Ace Avalon
- Roman Heart : Cory Starr
- Chad Hunt : Jordan Starr
- Doug Jeffries : Grant Avalon
- Omer : Brandon Avalon
- Erik Rhodes : Tony Avalon
- Matthew Rush : Cassio Starr
- Derrick Vyniard : Duke Starr
- Tommy Blade
- Cory Bolton
- Richie Fine
- Andy Hunter
- Trevor Knight
- Antonio Madeira (Antonio Madiera)
- Jason Ridge
- Antonio Roca

## Contexte
Après avoir travaillé pour Cobra Studio en dessous de l'âge légal, l'acteur Brent Corrigan tourne avec The Velvet Mafia son premier film pour Falcon Studios. Cependant, en raison d'une bataille judiciaire avec Cobra Studio et son patron Bryan Kocis, il ne pouvait pas utiliser le pseudonyme qui l'a fait connaître. Pour The Velvet Mafia, il est donc présenté sous le nom de son personnage Fox Ryder.
Brent Corrigan a reçu 10 000 dollars pour ses deux scènes pornographiques.
Le scénario du film, signé Austin Deeds, est en fait écrit par la mère du réalisateur Chris Steele.

## Récompenses
- Grabby Awards 2007 : meilleur second rôle pour Matthew Rush, meilleur scénario pour Austin Deeds, meilleure direction artistique pour Falcon Studios, meilleure performance non sexuelle pour Paul Barresi[5],[6].
- GayVN Awards 2007 : meilleure performance non sexuelle pour Paul Barresi[5].